# Crab Mound
Der Crab Mound (englisch; polnisch Pagórek Krabów ‚Krabbenhügel‘) ist ein 140 m hoher Hügel auf der Melville-Halbinsel von King George Island im Archipel der Südlichen Shetlandinseln.
Polnische Wissenschaftler benannten ihn 1984 nach den zahlreichen hier gefundenen Fossilien von Krebstieren.